# Normaninidae
Normaninidae es una familia de la superfamilia Komokioidea y del orden Komokiida. Su rango cronoestratigráfico abarca el Holoceno.

## Discusión
Los géneros de Normaninidae han sido tradicionalmente incluidos en la familia Komokiidae de la superfamilia Komokioidea del orden Textulariida o en el Orden Astrorhizida. Clasificaciones recientes han incluido Normaninidae y la Superfamilia Komokioidea en el suborden Astrorhizina del orden Astrorhizida.

## Clasificación
Normaninidae incluye a las siguientes géneros:
- Normanina
- Septuma